# Orangeflossen-Anemonenfisch
Der Orangeflossen-Anemonenfisch (Amphiprion chrysopterus) lebt in den Korallenriffen der Philippinen, des nördlichen Neuguinea, der Salomon-Inseln, Vanuatus, Neukaledoniens und im Great Barrier Reef.
Der Körper des Fisches ist an den Flanken dunkelbraun, die Unterseite, der Kopf und die Flossen orange. Die Schwanzflosse und der Schwanzstiel sind in Teilen des Verbreitungsgebietes weiß (Marshallinseln, Mikronesien, Neuguinea, Salomonen, Vanuatu), in anderen Bereichen ist sie orange (Palau, Kiribati, Tuvalu, Samoa, Fidschi, Tonga). Zwei breite, weißblaue Querstreifen ziehen sich über den Körper, der erste direkt hinter dem Auge, der zweite beginnt in der Mitte der Rückenflosse. Die Rückenflosse hat zehn bis elf Hart- und 15 bis 17 Weichstrahlen, die Afterflosse zwei Hart- und 13 bis 14 Weichstrahlen. Amphiprion chrysopterus wird mit bis zu 15 Zentimeter lang.
Er akzeptiert sechs Symbioseanemonenarten als Partner:
- Blasenanemone (Entacmaea quadricolor),
- Glasperlen-Anemone (Heteractis aurora),
- Lederanemone (Heteractis crispa),
- Prachtanemone (Heteractis magnifica),
- Teppichanemone (Stichodactyla haddoni) und
- Mertens Anemone (Stichodactyla mertensii)